# Enric Alzamora i Gomà
Enric Alzamora i Gomà (Palma, Mallorca, 1866 - Palma, Mallorca, 1914) fou un economista, empresari, assagista i periodista mallorquí. El 1905 fou el fundador del Foment de Turisme de Mallorca.
Alzamora amplià el comerç familiar d’importació i exportació de productes agraris, del qual creà oficines a Anglaterra i altres països, i afavorí l’exportació de l’ametlla mallorquina. L’any 1887 fou un dels fundadors del diari La Almudaina juntament amb Guillem Sampol, Joan Lluís Oliver (que en fou el primer director) i Jeroni Amengual i Sampol, i s'encarregà de la seva secció literària. Cap al 1890 abandonà el món literari per dedicar-se als negocis familiars. Del 1903 al 1907 fou president de la Cambra de Comerç i donà lloc a la creació del Foment de Turisme de Mallorca (1905), com a grup excursionista amb la finalitat de promocionar el turisme com un element fonamental dins el procés de modernització de Mallorca.; aconseguí la instal·lació del cable telegràfic Barcelona-Palma (1907) i impulsà la campanya per a aconseguir de modificar la llei de comunicacions marítimes, que culminà més tard amb la implantació del correu diari amb Barcelona.